# Aero Uruguay
Aero Uruguay, cuyo nombre oficial fue Empresa Aerolíneas Uruguay S.A. (también conocida como Aerolíneas Uruguayas después de fusionarse con ésta en el año 1992), fue una compañía aérea de carga uruguaya que voló desde 1977 a 2005. Tenía su sede en el Aeropuerto Internacional de Carrasco en Montevideo, Uruguay.

## Flota histórica

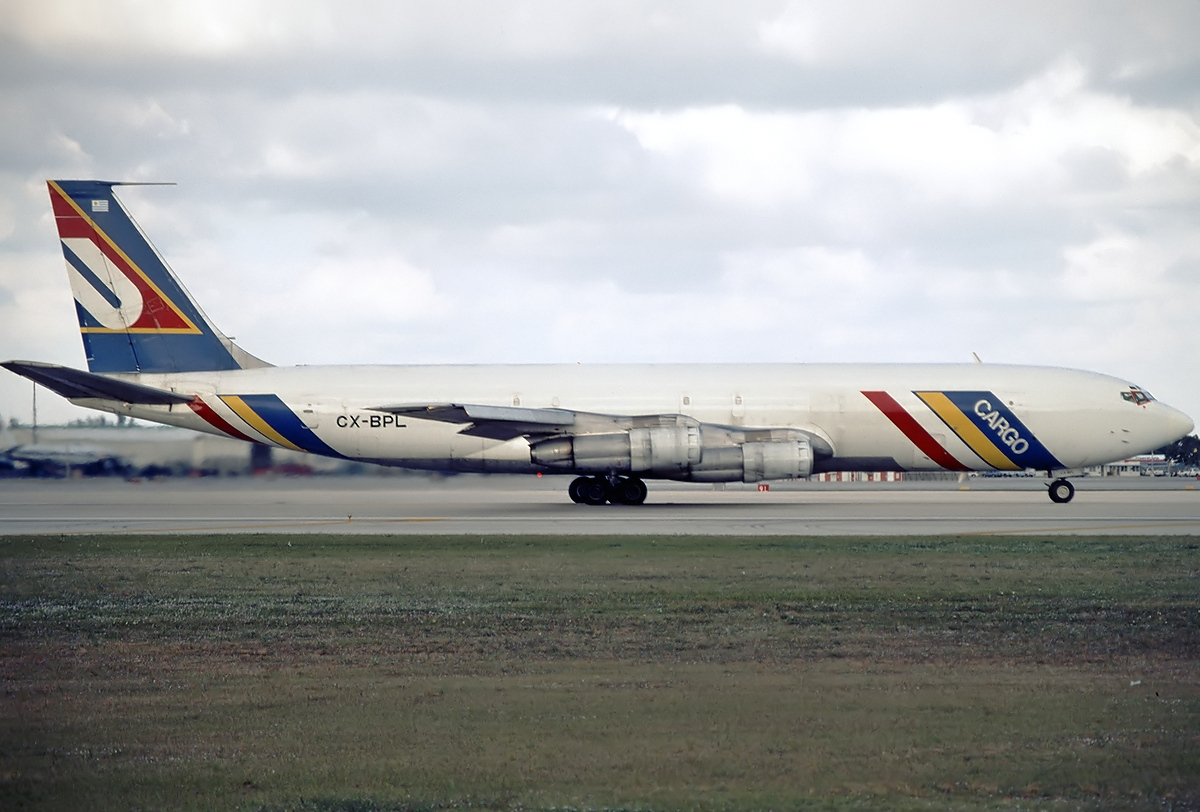
Boeing 707C (CX-BPL) de Aero Uruguay/Aerolíneas Uruguayas en el Aeropuerto Internacional de Miami (1993)

Aero Uruguay contaba con una flota compuesta mayoritariamente por jets, muchos de ellos operados anteriormente por Cargolux.
| Aeronaves                    | Total | Introducido | Retirado | Matrículas                      |
| ---------------------------- | ----- | ----------- | -------- | ------------------------------- |
| Boeing 707C                  | 3     | 1979        | 1995     | CX-BPQ, CX-BPZ, CX-BPL y CX-BJV |
| Canadair CL-44               | 2     | 1977        | 1978     | TF-LLF y CX-BJV                 |
| Douglas DC-8C                | 2     | 1981        | 1989     | CX-BLN y LX-ACV                 |
| Embraer EMB-110C Bandeirante | 1     | 1977        | 2005     | CX-BJB                          |
| Fairchild Hiller FH-227      | 3     | 1990        | 1997     | CX-BPP, CX-BQU y CX-BQT         |